# Mohammad Yaqoub
Pour les articles homonymes, voir Mohamed Yacoub et Mohammad Yakub Khan.
Le mollah Mohammad Yaqoub (pachto : ملا محمد يعقوب), né en 1990, est un militaire et homme politique afghan. 
Il est le fils aîné du mollah Omar, le moudjahid afghan, fondateur des taliban et premier commandeur des croyants de l'émirat islamique d'Afghanistan. À partir de 2016, il acquiert lui-même un rôle clé dans le commandement des taliban, en devenant l'adjoint de leur nouveau chef suprême Haibatullah Akhundzada. En 2020, il est promu chef de la commission militaire des taliban (qu'il dirigeait déjà dans 15 provinces sur 34). En 2021, il est nommé ministre de la Défense (en) dans le gouvernement de Mohammad Hassan Akhund après le rétablissement de l'émirat islamique d'Afghanistan. 

## Biographie
Le mollah Yakoub est un Pachtoune de la tribu Hotak (en) (qui a donné à l'Afghanistan sa plus grande dynastie : les Hotaki), qui fait partie de la confédération tribale des Ghilzai. Il suit une éducation religieuse dans différentes écoles coraniques (madaris) de Karachi au Pakistan. Lorsque son père décède le 23 avril 2013 et que les rumeurs (alimentés notamment par Daech) sur un assassinat commandité par son rival Akhtar Mansour se multiplient, Yaqoub intervient pour les infirmer. Il s'oppose néanmoins à son élection à la tête des taliban, le 29 juillet 2015 et refuse de le servir par la suite.  

### Commandement chez les Talibans
En 2016, les taliban le nomment à la tête de leur commission militaire dans 15 des 34 provinces afghanes. La commission militaire dirigée par le mollah Ibrahim Sadr est chargée de superviser toutes les activités militaires du mouvement. En outre, le mollah Yaqoub est intégré dans le plus haut conseil décisionnel des taliban : la choura de Quetta.
La mort du mollah Akhtar Mansour est annoncée le 21 mai 2016 et il est remplacé quelques jours plus tard par le mollah Haibatullah Akhundzada. Seraj Haqqani, adjoint de Mansour et chef du réseau Haqqani conserve son poste de chef adjoint des taliban avec Akhundzada, tandis que le mollah Yaqoub est nommé second adjoint du nouveau chef taliban.
Le 7 mai 2020, il est nommé chef de la commission militaire des taliban, faisant de lui le chef militaire des insurgés. Son rôle exact reste sujet à spéculations, et il est possible que cette nomination ne soit que symbolique, pour bénéficier de son image unificatrice, issue à son ascendance et ses liens avec son père.
Le 7 septembre 2021, il est nommé ministre de la Défense (en) dans le nouveau gouvernement taliban dirigé par Mohammad Hassan Akhund.